# Túnel de Pedralba
El túnel de Pedralba es un túnel de la carretera N-260, situado en el tramo que une Sabiñánigo y Fiscal por Yebra de Basa.

## Historia
El tramo de la N-260 entre Sabiñánigo y Fiscal por Yebra de Basa, de unos 23 km, se concibió como el cierre del eje pirenaico (Cantábrico-Mediterráneo / A-21 + N-260). Su apertura conllevó un ahorro cercano a los 23 km, al evitar tener que ir hasta Broto y Biescas, así como numerosas travesías y el complicado puerto del Cotefablo, con una carretera muy estrecha y sinuosa, que presenta frecuentes problemas de tránsito en invierno debido a su gran altitud (1.423 msmm) y al túnel que lo corona. 
Tras su inauguración, el nuevo tramo de carretera entre Sabiñánigo y Fiscal pasó a denominarse N-260, mientras que el antiguo paso por el Cotefablo pasó a denominarse N-260a. 
Las primeras planificaciones de este tramo carretero datan de 1936. Las obras de la Sabiñánigo-Fiscal comenzaron en 2003 y finalizaron en julio de 2012. La obra, que atraviesa entornos de especial interés ecológico, presentó numerosos retrasos por paros biológicos a los que se pronto se sumaron los graves problemas en las perforaciones de los túneles de Pedralba y Cerro de Berroy (163 m).

## Características
El túnel de Pedralba es un moderno túnel carretero monotubo de triple carril que perfora la sierra de Cancias. A su apertura el 5 de julio de 2012 sus 2.598 metros lo situaban como el cuarto  túnel carretero de Aragón y el 26º de España por longitud. Dispone de una galería de evacuación paralela con galerías de comunicación cada 300 metros, una calzada de 7 metros con tres carriles, arcenes de 1,5 metros y todos los sistemas de ventilación y seguridad habituales.